# DSDP 367
Koordinaten: 12° 29′ 12″ N, 20° 2′ 48″ W
DSDP 367 war eine Forschungsbohrung im Rahmen des Deep Sea Drilling Project mit Zielsetzung der geologischen Erkundung des Kapverdischen Beckens im östlichen Nordatlantik.

## Lagebeschreibung
Die Bohrung, die zur DSDP-Kampagne 41 (engl. Leg 41) zählt, wurde im Zeitraum 3. bis 10. März 1975 vom Bohrschiff Glomar Challenger aus vorangetrieben. Auf der Bohrposition 12°29.2'N, 20°02.8'W, rund 370 Kilometer südwestlich von Dakar und 460 Kilometer südöstlich von Praia, wurde nur ein einziges Loch gebohrt. Der Meeresboden wurde in 4758 Meter Wassertiefe angetroffen. Die Bohrung durchfuhr 1144 Meter an Sedimenten und darunter 7 Meter an Basalt, wovon 174,3 Meter Bohrkern zur wissenschaftlichen Auswertung verwertet werden konnten.
Vor der Bohrung war dieser Abschnitt des Kapverdenbeckens nur durch reflexionsseismische Profile bekannt, welche von den Forschungsschiffen Valdivia (Valdivia 10) und Vema (Vema 29 und Vema 31) erstellt worden waren. Die Bohrstelle liegt rund 200 Kilometer westlich des afrikanischen Kontinentalhanges (südlicher Senegal) im Übergangsbereich zum eigentlichen Tiefseebecken. Etwa 60 Kilometer weiter westlich quert in Nord-Süd-Richtung die anomaliefreie, magnetische Ruhezone des Jura (engl. Jurassic Magnetic Quiet Zone) und 100 Kilometer weiter westlich das submarine Canyonsystem Cayar, das etwas nördlich von Dakar seinen Ausgang nimmt.

## Erbohrte Stratigraphie
Die Auswertung der Bohrkerne ergab ein stratigraphisches Profil, in dem sich folgende Einheiten unterscheiden lassen (von jung nach alt):
| Einheit         | Mächtigkeit | Gesteinstyp                                                              | Kalkgehalt  | Alter                                              |
| --------------- | ----------- | ------------------------------------------------------------------------ | ----------- | -------------------------------------------------- |
| Einheit 1       | 255 m       | Foraminiferen-führende Nannofossilmergel und eingelagerte Quarzsande     | 41 bis 69 % | Pleistozän bis Miozän                              |
| Untereinheit 2a | 9,5 +? m    | Diatomeen-führender Radiolarienton                                       |             | Oberes Eozän                                       |
| Untereinheit 2b | 7 m         | Zeolith-reiche Tonsteine mit Chert und Porzellanit                       |             | Eozän bis Oberes Paläozän                          |
| Einheit 3       | 237,5 m     | Bunte, siltige Tonsteine                                                 | 0 %         | Oberes Paläozän bis Oberkreide                     |
| Untereinheit 4a | 151 m       | Schwarzschiefer                                                          | 0 bis 34 %  | Unterturon bis Oberes Aptium/Oberes Albium         |
| Untereinheit 4b | 9,5 m       | Bunte Tonsteine                                                          | 0 %         | Oberapt bis Unteralb                               |
| Untereinheit 5a | 57 m        | Hellgraue Nannofossilkalke, olivfarbene Mergelsteine und Schwarzschiefer | 92 bis 94 % | Oberapt/Unteralb bis Hauterivium                   |
| Untereinheit 5b | 140,5 m     | Nannofossilkalke, Mergel und Chert                                       | 58 bis 97 % | Valanginium/Hauterivium bis Oxfordium/Kimmeridgium |
| Einheit 6       | 55 m        | Rotbraune, tonige Nannofossilkalke, Mergel, Tonsteine und Chert          | 51 bis 91 % | Oxfordium bis Kimmeridgium                         |
| Einheit 7       | 7 +? m      | Basalt                                                                   | 0 %         |                                                    |

## Interpretation der sedimentologischen Befunde

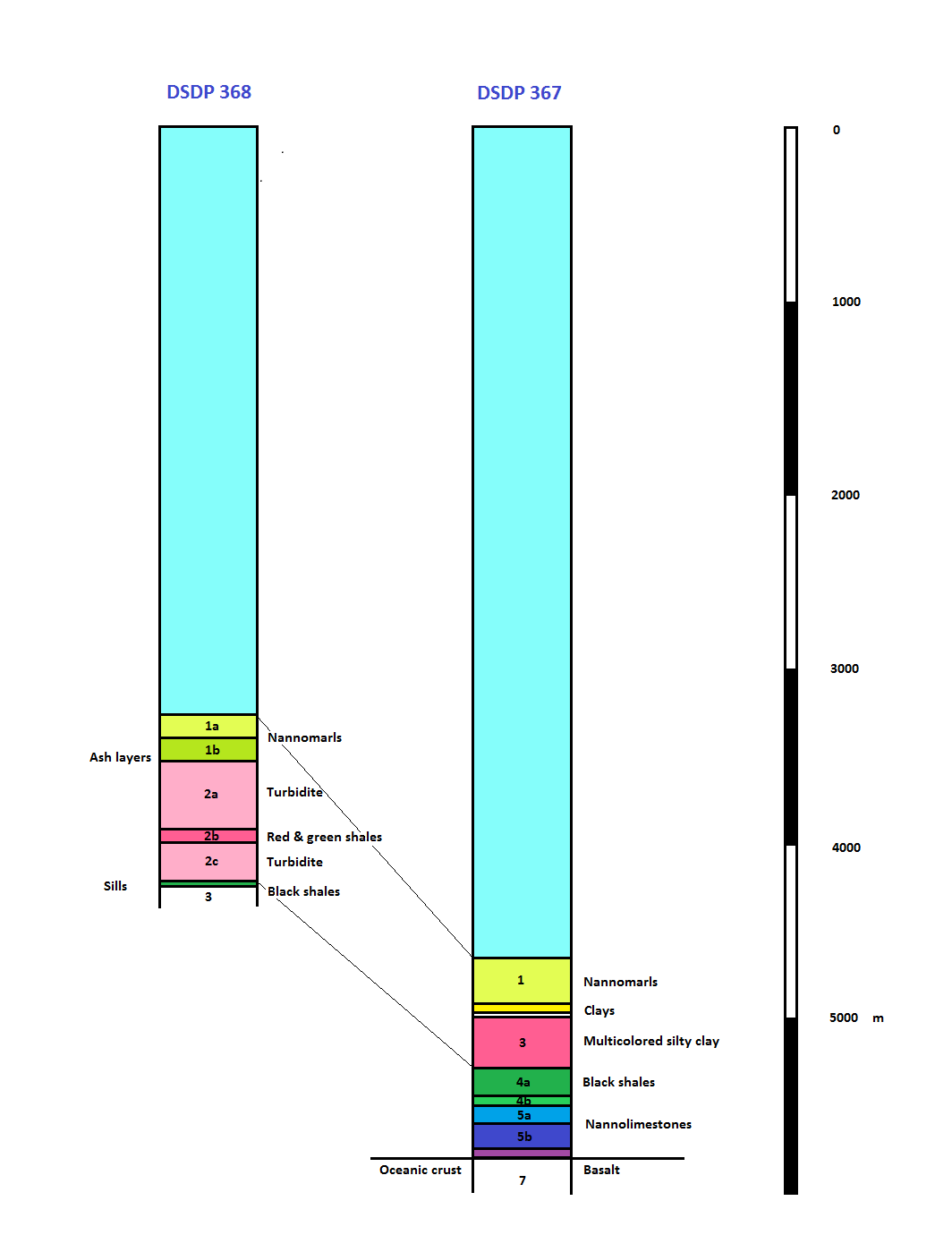
Die DSDP-Profile 367 und 368. Das Profil durch das Kapverdenbecken ist auf der rechten Seite zu sehen, zum Vergleich links das benachbarte Profil auf der Kapverdenschwelle.

Die Bohrung durchfuhr die gesamte mesozoische und känozoische Sedimenthülle, um bei 1144 Meter Bohrtiefe auf Basalte zu stoßen, welche generell als ozeanische Kruste gedeutet werden.
Die Einheit 1 ist sehr reich an kalkhaltigen Mikrofossilien, die eine durchgehende Sedimentation bis zum Beginn des Mittleren Miozäns bekunden. Durch zahlreiche siltige und sandige Einschaltungen offenbart sie einen terrigenen, detritischen Charakter, der zum Hangenden mehr und mehr zunimmt. In den oberen Lagen des Pleistozäns und Pliozäns werden die Sandeinschaltungen sogar turbiditisch und führen wiederaufgearbeitete Fossilien aus dem Käno- und Mesozoikum. Die Sedimentakkumulationsraten sind im Hangenden mit 90 Meter/Million Jahre sehr hoch.
Die wahrscheinlich durch einen Hiatus abgetrennte, unterlagernde Einheit 2 aus dem Eozän und Paläozän zeichnet sich durch ihren Kieselsäurereichtum aus. Dieser äußert sich in Untereinheit 2a in Form von Radiolarientonen, die in Untereinheit 2b zu Chertknollen rekristallisiert sind. Die Chertknollen werden in Untereinheit 2b von Porzellanitlagen und reichlichen Zeolithen begleitet. Die marinen Sedimente des Eozäns sind für ihre hohe Produktion an Kieselsäure bekannt, so kam es während dieses Zeitabschnittes zu einem Aufblühen der Radiolarien. Die Tonsedimente zeigen eine zyklische Wechsellagerung (im Dezimeterbereich) zwischen schwarzen und grünen Lagen mit schwankendem organischen Kohlenstoffgehalt von 2,5 bis 0,3 %. Mögliche Erklärungen liegen entweder in einem zyklisch variierenden, terrigenen Eintrag oder in einer Zyklizität der Tiefenströmung begründet.
Die bunten, siltigen Tone der Einheit 3 des Paläozäns und der Oberkreide sind vorwiegend kontinentalen Ursprungs. Sie wurden unterhalb der Kalzitkompensationstiefe (CCD) abgelagert. Ihr Siltgehalt ist relativ niedrig, sie repräsentieren daher eine eher distale, terrigene Fazies. Nur relativ wenig terrigenes Material erreichte den unteren Kontinentalhang, die Hauptmasse wurde bereits im Senegal-Becken und auf dem Schelf abgesetzt.
Die unter reduzierenden Bedingungen sedimentierten Schwarzschiefer des Oberapts und Cenomaniums (Untereinheit 4a) zeichnen sich durch einen erhöhten Kohlenstoffgehalt von bis zu 6,7 % aus. Sie enthalten ferner Methan, reichhaltig autigenen Pyrit, sowie Dolomit und womöglich Siderit. Die Ablagerungsbedingungen können aber nicht vollständig anoxisch gewesen sein, wie gelegentliche Wühlspuren im Sediment belegen. Die Tiefenzirkulation dürfte bei gleichzeitig erhöhter, organischer Primärproduktionaber dennoch ziemlich eingeschränkt gewesen sein.
Die gering mächtigen, unterlagernden bunten (rot und grün gefärbten) Tonsteine (Untereinheit 4b) aus dem Oberalb bis Unterapt sind kalkfreie, gut durchlüftete Tiefseeablagerungen, die unterhalb der CCD entstanden. Sie stellen eine Zäsur in den reduzierenden Bedingungen im Kapverdebecken dar. Möglicherweise hatte sich zu diesem Zeitpunkt vorübergehend bereits eine relative starke Tiefenzirkulation etabliert.
Die basale Kalkfolge setzt sich aus zwei Einheiten zusammen: hellgraue, durchwühlte Kalke aus der Unterkreide bis Tithon (Einheit 5) und rote, tonreiche Kalke in Wechsellagerung mit dunkelgrauen, feinlagigen Mergeln aus dem Oxfordium bis Kimmeridgium (Einheit 6). Die fossilreichen Kalke sind pelagisch und wurden oberhalb der CCD abgesetzt, wobei die Wassertiefe zum Hangenden stetig zunimmt. Die Kalksedimente sind stark durchwühlt und entstanden folglich unter oxischen Bedingungen. Sie sind den bei DSDP 105 im westlichen Nordatlantik angetroffenen Äquivalenten verblüffend ähnlich, auch Sedimente des Tethysbereichs wie der Ammonitico Rosso, die Marnes à fucoides oder die Maiolica sind durchaus vergleichbar. Dies belegt, dass der noch junge Atlantik im Oberjura mit der Tethys in Verbindung stand. Auf regionaler Ebene ist die unterkretazische Morro-Formation auf Maio anzuführen, die sich erstaunlich gut vergleichen lässt.
Unter den pelagischen Kalken wurde in 1146 Meter Bohrtiefe Basalt angetroffen, der meist als ozeanische Kruste interpretiert wird. Dies ist etwas überraschend, da auf den Profilen in dieser Tiefe noch keine ozeanische Kruste zu erkennen ist. Die Möglichkeit eines Lagerganges ist nicht auszuschließen, da nur die obersten 7 Meter erbohrt wurden. Eine vorgenommene Altersdatierung ergab ein cenomanisches Mindestalter, das aber wegen des angewitterten Zustands des Gesteins nicht sehr vertrauenswürdig ist.

## Fossilinhalt
In den Bohrkernen wurden neben benthischen und planktonischen Foraminiferen, kalkhaltigem Nannoplankton (Coccolithen), Dinoflagellaten, Radiolarien, Diatomeen, Pollen und Sporen auch Schwammnadeln, Ammoniten und deren Aptychen sowie Ostrakodenabdrücke, Tintinniden und gelegentliche Fischreste angetroffen. Das Vorherrschen des Nannoplanktons, die hohe Artenvielfalt von Kalkschalentieren und die Aptychen lassen generell auf Tiefwasserfazies schließen.

### Foraminiferen
Folgende Foraminiferenzonen konnten ausgeschieden werden (von jung nach alt):
- N 22 – Pleistozän: Globorotalia truncatolinoides-Zone mit Globorotalia tumida flexuosa.
- N 19 und N 18 – Pliozän (Zancleum): Globigerina rubescens, Globigerinoides conglobatus, Globorotalia crassaformis, Globorotalia digita, Globorotalia exilis, Globorotalia margaritae, Globorotalia miocenica, Globorotalia multicamerata, Globorotalia tosaensis, Globorotalia tumida und Sphaeroidinella dehiscens.
- N12 – Mittleres und Unteres Miozän: Cassigerinella chipolensis, Globigerina angustiumbilicata und Globigerinoides trilobus.
- P 21 – Oligozän: Globigerina ciperoensis, Globigerina ouachitaensis und Globigerina praebulloides.
- P 14 – Mittleres und Unteres Eozän: Acarinina sp. und Globorotalia subbotinae.
- Oberkreide: Gyroidina, Hedbergella amabilis, Hedbergella infracretacea, Hedbergella planispira, Heterohelix und Loeblichella.
- Cenomanium: Globigerinelloides caseyi, Guembelitria harrisi, Hedbergella amabilis, Hedbergella brittonensis, Hedbergella delrioensis, Hedbergella globigerinelloides, Hedbergella infracretacea, Hedbergella trochoidea, Heterohelix moremani, Praeglobotruncana und Schackoina cenomana.
- Albium: Clavihedbergella simplex, Globigerinelloides, Hedbergella amabilis, Hedbergella delrioensis, Hedbergella infracretacea, Hedbergella planispira, Hedbergella simplicissima und Ticinella primula.
- Unterapt bis Barremium: Globigerinelloides, Gubkinella, Hedbergella globigerinelloides, Hedbergella graysonensis, Hedbergella infracretacea und Hedbergella kugleri.
- Unterkreide: Dorothia praehauteriviana.
- Oberer Jura: Lenticulina, Nodosaria, Rhabdammina, Spirillina und Spirophthalmidium.

### Coccolithen
Beim kalkhaltigen Nannoplankton (Coccolithen) wurden folgende Zonen angetroffen:
- NN 21 und NN 20 – Pleistozän: Emiliana huxleyi und Gephyrocapsa oceanica.
- NN 18 bis NN 13 – Pliozän: Discoaster pentaradiatus, Discoaster surculus und Discoaster tamalis.
- NN 5 und NN 4 – Mittleres Miozän: Discoaster braarudii, Discoaster challenger, Discoaster exilis, Discolithina vigintiforata, Helicopontosphaera kamptneri und Spenolithus heteromorphus.
- NP 12 – Unteres Eozän: Coccolithus crassus und Discoaster lodoensis.
- Oberkreide: Tetralithus obscurus
- CC 9 – Cenomanium und Oberes Albium: Chiastozygus amphipons, Corollithion signum, Eiffellithus turriseiffelii, Lithastrinus floralis, Tetralithus obscurus und Vagalapilla matalosa.
- CC 8 und CC 7 – Unteres Albium und Oberes Aptium: Lithastrinus floralis und Parhabdolithus angustus.
- CC 6 – Barremium: Nannoconus colomii.
- CC 3 und CC 4 – Hauterivium und Valanginium: Cruciellipsis cuvillieri und Diadorhombus rectus.
- CC 1 – Berriasium: Cruciellipsis cuvillieri, Lithraphidites carniolensis und Nannoconus colomii.
- NJ 17 – Tithonium: Parhabdolithus embergeri.
- NJ 15 a und NJ 15 b – Kimmeridgium und Oxfordium: Callolithus martelae und Cyclagelosphaera margareli.

### Radiolarien
Radiolarienfunde wurden nur im Oberen Pleistozän, im Oberen und im Unteren Eozän und in der Unterkreide gemacht:
- Oberes Pleistozän: Axoprunum angelinum, Lamprocyclas maritalis, Ommatartus tetrathalamus, Pterocanium trilobum und Siphocampe corbula.
- Oberes Eozän: Thyrsocyrtis bromia-Zone.
- Mittleres und Unteres Eozän: Theocampe cryptocephala cryptocephala-Zone und Theocampe mongolifieri-Zone.
- Unteres Eozän: Buryella clinata-Zone und Phormocyrtis striata striata-Zone.
- Unteres Eozän/Oberes Paläozän: Bekoma bidartensis-Zone – Buryella tetradica, Lithocyclia archaea, Lophocyrtis biaurita, Phormocyrtis turgida, Stylosphaera coronate sabaca und Thecosphaerella rotunda.
- Albium/Aptium: Lithocampe elegantissima.
- Unterkreide (Neokom): Sphaerostylus lanceola.
- Berriasium: Sethocapsa trachyostraca-Zone: Sethocapsa cetia und Sethocapsa trachyostraca.

## Ergebnisse der Bohrung
Das wohl beeindruckendste Ergebnis der Bohrung dürfte die verblüffende Ähnlichkeit der angetroffenen mesozoischen Abfolge im Kapverdebecken mit den DSDP-Bohrungen im westlichen Nordatlantik sein. Dies bestätigt die symmetrisch ablaufende Entwicklung des Nordatlantiks während des Mesozoikums, die dann ab dem Paläogen durch das Einsetzen einer kräftigen, thermohalinen Zirkulation und dem weitläufigen Wasseraustausch mit anderen Tiefseebecken unterbunden wurde.
Im Unterschied zu der rund 550 Kilometer weiter nördlich auf der Kapverdenschwelle gelegenen Bohrung DSDP 368 wurden hier unterhalb der Schwarzschiefer der ozeanischen Kruste aufliegende, oberjurassische und unterkretazische Sedimente angetroffen – im Liegenden Tiefwasserkalke, die bei fortgesetzter Subsidenz tonigen, unterhalb der CCD abgesetzten Sedimenten wichen. Das Schichtpaket oberhalb der Schwarzschiefer ist im Vergleich zu DSDP 368 wesentlich geringmächtiger.
Es fehlen jegliche Hinweise auf Aschenlagen im Miozän.